# Olga Danilović
Olga Danilović (Belgrado, 23 de enero de 2001) es un jugadora de tenis serbia.
En el 2018 ganó su primer título de sencillos de la WTA en Moscú, derrotando a Anastasia Potapova en la final, 7-5, 6-7(1-7), 6-4. Danilović se convirtió en el primer jugador nacida después de 2000 y la primera perdedora afortunada en ganar un título de individual de la WTA Tour. Esta fue la primera final del Circuito de la WTA entre dos jugadores menores de 18 años desde que Tatiana Golovin y Nicole Vaidišová jugaron en la final del Campeonato Abierto de Tenis AIG Japón 2005.
Dos meses más tarde, Olga estrenaría también su palmarés a nivel WTA de dobles, logrando el título en Taskent, Uzbekistán con su compañera, la eslovena Tamara Zidansek.
El padre de Olga es el exjugador de baloncesto serbio Predrag Danilović, mientras que su madre, Svetlana (apellido de soltera Radošević), es reportera deportiva de Radio Televisión de Serbia.

## Títulos WTA (4; 2+2)

### Individual (2)
| Leyenda                                |
| -------------------------------------- |
| Grand Slam (0)                         |
| Juegos Olímpicos (0)                   |
| WTA Tour Championships (0)             |
| P. Mandatory & Premier 5, WTA 1000 (0) |
| Premier, WTA 500 (0)                   |
| International, WTA 250 (2)             |

| N.º | Fecha                 | Torneos               | Superficie    | Oponente en la final | Resultado        |
| --- | --------------------- | --------------------- | ------------- | -------------------- | ---------------- |
| 1.  | 29 de julio de 2018   | Moscú (International) | Tierra batida | Anastasia Potapova   | 7-5, 6-7(1), 6-4 |
| 2.  | 27 de octubre de 2024 | Guangzhou             | Dura          | Caroline Dolehide    | 6-3, 6-1         |

#### Finalista (2)
| N.º | Fecha                | Torneos | Superficie    | Oponente en la final | Resultado   |
| --- | -------------------- | ------- | ------------- | -------------------- | ----------- |
| 1.  | 17 de julio de 2022] | Lausana | Tierra batida | Petra Martić         | 4-6, 2-6    |
| 2.  | 20 de abril de 2025  | Ruan    | Tierra batida | Elina Svitolina      | 4-6, 6-7(8) |

### Dobles (2)
| Leyenda                                |
| -------------------------------------- |
| Grand Slam (0)                         |
| Juegos Olímpicos (0)                   |
| WTA Tour Championships (0)             |
| P. Mandatory & Premier 5, WTA 1000 (0) |
| Premier, WTA 500 (0)                   |
| International, WTA 250 (2)             |

| N.º | Fecha                    | Torneo  | Superficie    | Pareja              | Oponentes en la final                 | Resultado |
| --- | ------------------------ | ------- | ------------- | ------------------- | ------------------------------------- | --------- |
| 1.  | 29 de septiembre de 2018 | Taskent | Dura          | Tamara Zidanšek     | Irina-Camelia Begu Ioana Raluca Olaru | 7-5, 6-3  |
| 2.  | 17 de julio de 2022      | Lausana | Tierra batida | Kristina Mladenovic | Ulrike Eikkeri Tamara Zidanšek        | w/o       |

#### Finalista (2)
| N.º | Fecha                | Torneos | Superficie | Pareja           | Oponentes en la final          | Resultado        |
| --- | -------------------- | ------- | ---------- | ---------------- | ------------------------------ | ---------------- |
| 1.  | 7 de marzo de 2021   | Lyon    | Dura (i)   | Eugénie Bouchard | Viktória Kužmová Arantxa Rus   | 6-3, 5-7, [7-10] |
| 2.  | 5 de febrero de 2023 | Lyon    | Dura (i)   | Alexandra Panova | Cristina Bucșa Bibiane Schoofs | 6-7(5), 3-7      |

## Títulos WTA 125s

### Individual (1–0)
| Resultado | N.º | Fecha               | Torneo | Superficie    | Oponente     | Puntaje          |
| --------- | --- | ------------------- | ------ | ------------- | ------------ | ---------------- |
| Campeona  | 1.  | 15 de julio de 2023 | Bastad | Tierra batida | Emma Navarro | 7-6(4), 3-6, 6-3 |

### Dobles (1–1)
| Resultado | Fecha                    | Torneos  | Superficie    | Pareja                 | Oponentes                   | Resultado        |
| --------- | ------------------------ | -------- | ------------- | ---------------------- | --------------------------- | ---------------- |
| Finalista | 5 de junio de 2022       | Makarska | Tierra batida | Aleksandra Krunić      | Dalila Jakupović Tena Lukas | 7-5, 2-6, [5-10] |
| Campeona  | 11 de septiembre de 2022 | Bari     | Tierra batida | Elisabetta Cocciaretto | Andrea Gámiz Eva Vedder     | 6-2, 6-3         |